# Нальотова Катерина Василівна
Нальотова Катерина Василівна (нар. 1787 — пом. 1869) — російська та українська акторка театру. Перша виконавиця ролі Наталки у п'єсі «Наталка Полтавка».

## Біографія
Народилася 1787 року в родині майора Василя Осиповича Нальотова. Мала старшу сестру Надію, яка у 1803 році стала дружиною генерал-майора Дмитра Рєзвого, та брата Моріса. Вела життя звичайне для представниці дворянського кола.
Від 1813 року брала участь в аматорських спектаклях у театральній трупі Штейна у Полтаві. Вирішила стати акторкою, коли були розірвані її заручини із кавалерійським офіцером графом Бервіцем. Згодом грала на сцені Вільного театру, яким керував Іван Котляревський. Була першою виконавицею ролі Наталки у його п'єсі «Наталка Полтавка». На професійній сцені виступала, крім того, у п'єсах І. А. Крилова, А. фон Коцебу, О. О. Шаховського та ін.
У 1821—1822 грала в трупі Михайла Щепкіна (зокрема, під час гастролей в Києві). Пізніше виступала в театрах Харкова.
Акторку описували здібною, з розмаїтим обдаруванням. Нальотова володіла французькою, німецькою, італійською та польською мовою, грала на гітарі, чудово танцювала, займалася малюванням. І. П. Котляревський цінував у ній вроджену музикальність, виразність голосу, граційність, сімпатію до культури українців. М. С. Щепкін ставився до неї шанобливо і згадував, що «вона мала прекрасний голос і була знаменитою артисткою».
Кореспондент журналу «Отечественые записки» свідчив про її виконання ролі Наталки: «Тут Наталка, чутлива, розумна і гарненька, співала народні пісні і опера йшла, йде і йтиме, доки залишиться в Україні хоч один звук рідного нарічча на зло тим панам, які приїздять в Україну вчено-сентиментальними мандрівниками і за гостинний прийом лають малоросійский театр, пилюку, клімат, товариство і твори Основ`яненка».  Серед шанувальників Нальотової були родини генерала Білухи, Кочубеї, Меншикови, Наришкіни.
Вела щоденники. У 1913 році вони були опубліковані мистецтвознавцем М. М. Врангелем.
Померла неодруженою.

## Театральні роботи
- 1813 — «Примиритель»
- 1813 — «Урок донькам»
- 1813 — «Німецькі провінціали»
- 1813 — «Чесне слово»